# Famille monastique de Bethléem, de l'Assomption de la Vierge et de saint Bruno
La Famille monastique de Bethléem, de l'Assomption de la Vierge et de saint Bruno est un institut religieux de droit pontifical qui comprend une branche féminine et une branche masculine.
Elle a été fondée en 1951 par Odile Dupont (sœur Marie en religion), initialement comme une fraternité dominicaine, « les petites sœurs de Notre-Dame de la Nativité », couramment appelée « Bethléem », avant que la communauté se sépare en 1971 de l'Ordre dominicain et se rapproche d'un modèle de vie semi-érémitique inspiré des chartreux, sans toutefois dépendre de leur ordre.
Elle a pris un grand essor à partir des années 1970 dans le sillage des communautés nouvelles, sous l'influence du père Marie-Dominique Philippe. Une visite apostolique initiée en 2015 a révélé de graves dérives dans la communauté se traduisant par des abus de conscience et d'autorité aux conséquences délétères sur le psychisme de ses membres.

## La fondatrice

### Origines familiales
La fondatrice et première prieure est Odile Dupont (1922-1999) issue d'une famille aisée du Havre. Elle est la fille aînée dans une fratrie de six enfants composée de quatre garçons et deux filles, dont les parents sont François Dupont (1887-1961) et Marie Thérèse Fanny Mathilde Caillard (1897-1984). Sa mère est issue d'une famille renommée d'entrepreneurs du Havre qui fabriquent des engins de levage,.
Elle est également connue sous le nom d'Odile Dupont-Caillard, qu'elle a elle-même popularisé, jugeant son patronyme trop banal. De façon similaire, son frère, Jean-François Dupont (1918-2005) et son neveu adjoignent à leur nom celui de Danican dans leurs livres consacrés à la famille Philidor, une dynastie de musiciens. Ce patronyme emprunté à la grand-mère paternelle, Charlotte Danican Philidor (1861-1923) serait la francisation du nom écossais Duncan, dont Odile Dupont se sert volontiers pour souligner les origines britanniques d'un père idéalisé qu'elle présente sous le nom de François Dupont-Danican. Auteure d'une biographie d'Odile Dupont, Blandine de Dinechin relève cette similitude et la rapproche de la propension de la fondatrice à rallonger le nom initial de sa communauté, « Bethléem », qui par la suite « s'anoblit avec plusieurs particules pour devenir la Famille monastique de Bethléem, de l'Assomption de la Vierge et de Saint Bruno ».
Contrairement à ce qu'affirme un ouvrage paru en 2005, qui recense des « figures de sainteté » du XXe siècle, elle n'est pas la cousine des dominicains Thomas et Marie-Dominique Philippe, même si ce dernier a joué un rôle éminent dans la vocation d'Odile Dupont, la fondation et le développement de la Famille monastique de Bethléem.

### L'influence dominicaine
La vie religieuse tient une place importante dans la famille Dupont. Le père est oblat bénédictin de la Pierre-qui-Vire, la mère tertiaire dominicaine. Avec ses parents, Odile Dupont fréquente le couvent dominicain du Très Saint-Rosaire au Havre. Marie-Dominique Philippe est un ami de la famille, de même que l'oncle de ce dernier, Thomas Dehau qu'elle a connu enfant. Elle est scolarisée au collège des Ormeaux tenu par des dominicaines. Sa scolarité terminée, elle entreprend des études d'infirmière à l'école Chaptal à Paris. Son goût pour la mystique, qu'elle partage avec son père, auquel la lie une relation jugée fusionnelle, la conduit vers une vocation religieuse.
Trois dominicains accompagnent l'entrée en religion d'Odile Dupont. Tout d'abord Marie-Dominique Philippe, que sa tante, Paule Caillard (1906-1948) lui fait rencontrer en 1942. Paule Caillard, sœur Jeanne de la Croix en religion, est alors dominicaine au monastère de La Croix et de la Compassion d'Étiolles, à côté du Saulchoir, dont la prieure est Cécile Philippe, sœur de Marie-Dominique Philippe, condamnée en 1956 par le Saint-Office avec Thomas Philippe et son oncle dans l'affaire de l'Eau vive. 
Le dominicain Jourdain Bonduelle (1906-2003), cousin de Marie-Dominique Philippe, élu prieur du couvent du Havre en 1945, suit également les débuts d'Odile Dupont dans la vie religieuse, de même que le dominicain Ceslas Minguet, du même couvent, considéré par son ordre comme instable et faisant partie des « mariolâtres », qu'elle rencontre en 1946.

### Débuts dans la vie religieuse aux Tourelles de Montpellier (1946-1950)
Au vu de la complexité du parcours d'Odile Dupont durant cette courte période de quatre ans, sa biographe qualifie sa première vie religieuse de « chaotique ».
Odile Dupont entre en avril 1946 dans la congrégation dominicaine des Tourelles à Montpellier et prend le nom de sœur Marie-Catherine,. La congrégation, dont la prieure générale est mère Marie-Bernard Maistre, connaît alors de vives tensions internes et est placée sous la tutelle du père dominicain Vincent Héris, un proche de Thomas Philippe, son vice-régent au Saulchoir,.
Elle y entre comme sœur « auxiliaire », « une sorte d'oblature, un état hybride inventé pour elle seule. [...] Elle n'est pas religieuse à part entière » en raison de ses difficultés à suivre la Règle qui impose un lever de nuit qu'elle ne supporte pas. Le diaire de la communauté évoque sa « profonde incertitude sur sa fixation définitive aux Tourelles. Sur le conseil du père Bonduelle, elle sollicite la grâce de faire profession quand même ». Odile Dupont prononce ses vœux privés temporaires le 22 août 1948 et les renouvelle l'année suivante.
Ses difficultés d'adaptation la conduisent en septembre 1949 à plaider en faveur d'une attitude « de miséricorde à l'égard des sujets ayant une vraie vocation, mais peu de santé ». Marie-Dominique Philippe conseille à Odile Dupont de sortir temporairement de la communauté.

#### Séjour chez les dominicaines de Sainte-Marie (octobre 1949 - mars 1950)
En octobre 1949, elle obtient de sa prieure l'autorisation de se rendre pour quelques mois en Suisse, à Bluche dans le diocèse de Sion, au sein de l'un des couvents des Dominicaines de Sainte-Marie ouvert un an plus tôt, qui adapte la vie contemplative aux sœurs de santé fragile, comme se considère Odile Dupont. Il s'agit d'une congrégation nouvelle fondée en 1942 par Marie-Renée Seuillot (1910-1969), sœur Marie-Renée du Christ en religion,. Marie-Dominique Philippe prêche régulièrement des retraites à Bluche et exerce un ministère de confession « qui lui donne un accès très large aux couvents de la congrégation ». En mars 1950, Odile Dupont essuie cependant un refus d'entrer dans la congrégation des Dominicaines de Sainte-Marie en raison de son noviciat à Montpellier qui la rattache aux Tourelles.

#### Ermitage au Perthus (avril - octobre 1950)
En avril 1950, la prieure des Tourelles l'autorise à rejoindre au Perthus, dans les Pyrénées-Orientales,,,, une communauté des « ermites de Marie » d'inspiration cartusienne. Elle quitte l'habit dominicain. En septembre, Ceslas Minguet vient la chercher au Perthus afin de fonder avec elle l'« Ordre de la Sainte Vierge » dont le dominicain a conçu le projet quatre ans plus tôt en la rencontrant en 1946. Devant la résistance d'Odile Dupont, Ceslas Minguet intrigue auprès de l'évêque de Perpignan, Henri Marius Bernard, en cherchant à discréditer la communauté du Perthus afin de l'en faire sortir. Ceslas Minguet retourne finalement au Havre pour convaincre les parents d'Odile Dupont de rappeler leur fille dans sa communauté d'origine. De son côté, mère Marie-Bernard Maistre demande également à l'évêque d'intervenir : Odile Dupont, qui n'a pas affiché ses intentions d'être ou non relevée de ses vœux aux Tourelles, ne peut pas prétendre à un postulat au Perthus. Après la visite de l'évêque qui lui demande de partir, Odile Dupont quitte l'ermitage fin octobre sans savoir où aller. Après un bref séjour de trois jours dans une fraternité du père de Foucauld à Montpellier, où l'on refuse de l'admettre, elle se présente aux Tourelles où elle est accueillie à nouveau par mère Marie-Bernard Maistre dans l'attente d'une solution quant à sa vocation religieuse.

#### L'Eau vive (novembre 1950 - début 1951)
À l'approche du 1er novembre 1950, date annoncée de la promulgation du dogme de l'Assomption par Pie XII, Ceslas Minguet depuis le Havre organise en quelques jours un pèlerinage pour Rome financé par Mme Boudy, une commerçante havraise. Les parents d'Odile Dupont, et leur fille Agnès sont du pèlerinage. Cet événement est considéré comme fondateur par la Famille monastique de Bethléem. Le trajet passe par l'Eau vive à Soisy-sur-Seine, où Ceslas Minguet est assigné depuis le début de l'année, afin d'emmener des résidents. Sur le chemin du retour, après que le car a dépassé la frontière italienne, Ceslas Minguet, ayant appris qu'Odile Dupont a finalement quitté le Perthus et se trouve à Montpellier, téléphone à mère Marie-Bernard Maistre pour qu'Odile Dupont vienne rejoindre à Aix-en-Provence le car qui se dirige vers le Havre avec une étape à l'Eau vive pour ramener ses résidents. Il convainc facilement la prieure des Tourelles de l'envoyer au couvent de l'Épiphanie,, ouvert en 1947 pour servir d'hôtellerie à L'Eau vive, centre de formation créé un an auparavant par Thomas Philippe. Odile Dupont y étudie et y passe Noël 1950.
Or, c'est également en 1950 que mère Marie-Bernard Maistre commet avec Thomas Philippe des « actes impurs graves » selon sa déposition de 1956 au dominicain Paul Philippe (sans lien de parenté). Ce dernier, commissaire du Saint-Office chargé d'enquêter sur les abus de Thomas Philippe, a connaissance de rumeurs d'une « influence dangereuse [de Thomas Philippe] sur certaines religieuses [du couvent de l'Épiphanie] dont les noms sont malheureusement inconnus ». L'une des victimes de Thomas Philippe à l'Eau vive, la première à l'avoir dénoncé en 1952, rapporte cependant avec précision le cas d'une dominicaine de l'Épiphanie entretenant un commerce sexuel avec Thomas Philippe,,.
Dans ces conditions, l'envoi d'Odile Dupont par mère Marie-Bernard Maistre au couvent de l'Épiphanie auprès de Thomas Philippe, dont elle connaît « les frasques mystico-sexuelles » pour les partager avec lui, interroge sa biographe. La question se pose de savoir si Odile Dupont elle-même y a échappé.
Ceslas Minguet, qui n'a pas renoncé à la création avec Odile Dupont d'un « Ordre de la Sainte-Vierge », sollicite de mère Marie-Bernard Maistre sa sortie du couvent de l'Épiphanie. Marie-Dominique Philippe, lui-même impliqué dans les agissements de son frère, encourage également Odile Dupont fin 1950 à créer une nouvelle fondation qui voit le jour au début de l'année 1951,.

## Historique de la communauté

### Les dominicaines de Notre-Dame de la Nativité (1951-1971)

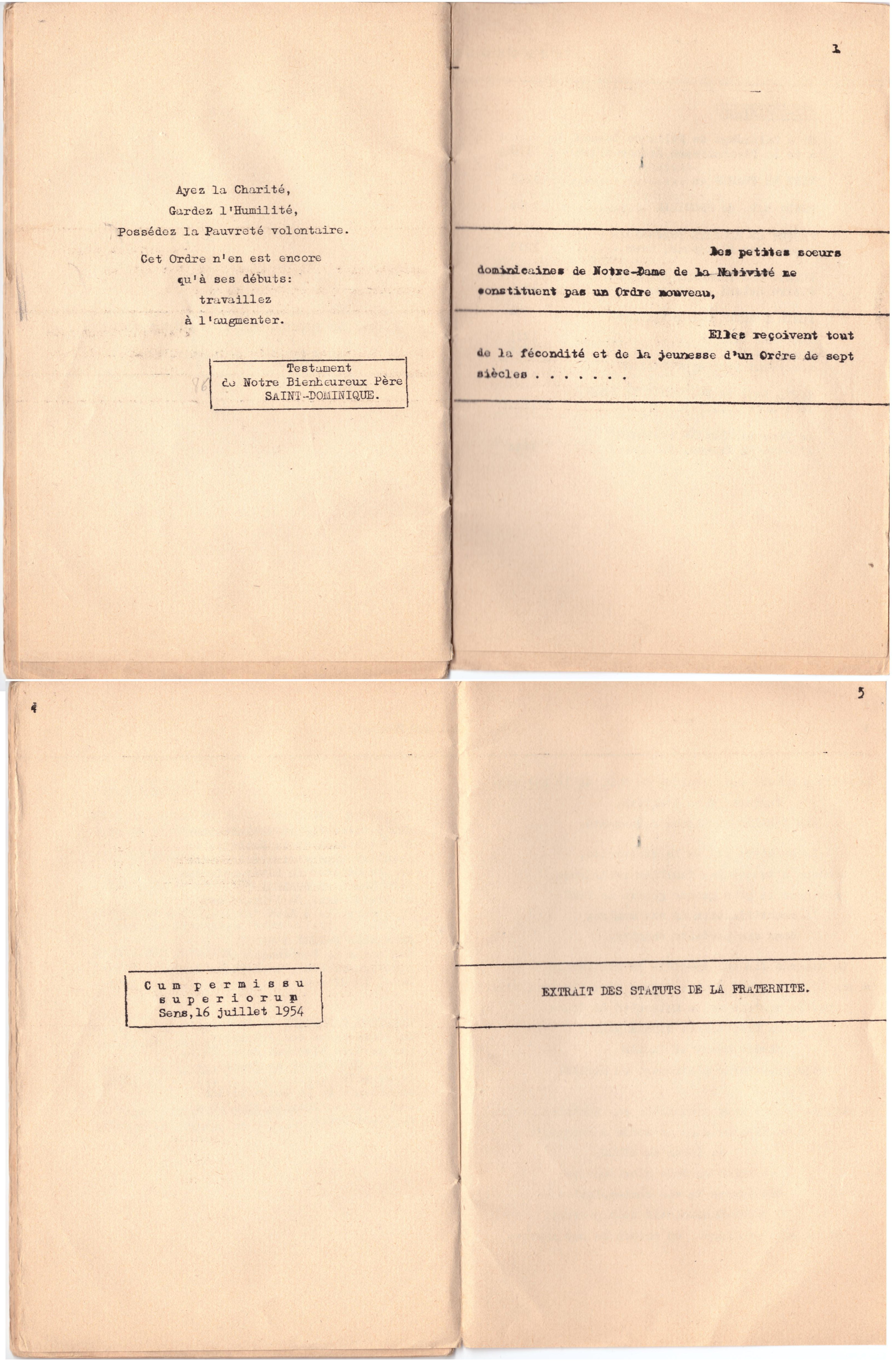
Extrait du fascicule de présentation des Petites sœurs de Notre-Dame de la Nativité, Sens, 16 juillet 1954

#### Chamvres (1951-1954): des débuts laborieux
Les femmes pressenties pour former la fraternité religieuse qu'encouragent Ceslas Minguet et Marie-Dominique Philippe se désistent les unes après les autres. Il ne reste finalement qu'Odile Dupont et Hortense Djakeli pour s'installer en février 1951 dans l'Yonne à Chamvres, dans la maison natale de Mme Boudy qui apporte une aide financière à la communauté naissante. Elles sont rejointes par d'autres femmes, venues de l'Eau vive ou recrutées par Ceslas Minguet qui sillonne la France pour implanter ses « équipes du Rosaire ». Ce dernier s'attelle à la rédaction d'une règle communautaire et cherche l'appui du maître de l'Ordre dominicain, Emmanuel Suarez, qui lui recommande de s'adresser à l'ordinaire du lieu, Frédéric Lamy, évêque de Sens. Au bout de quelques mois seulement, Odile Dupont est démise de sa fonction de prieure par l'évêque qui n'apprécie pas l'orientation cartusienne qu'elle souhaite donner à sa communauté après une rencontre avec un chartreux. Elle est remplacée par Geneviève Oury, sœur Myriam en religion, qu'Odile Dupont a connue aux Tourelles. Atteinte par la tuberculose, sœur Myriam doit cependant au bout de quelques mois céder sa charge à Odile Dupont qui redevient prieure.
Les « Petites sœurs dominicaines de Notre-Dame de la Nativité » reçoivent une approbation épiscopale le 4 août 1951. Les premières prises d'habit ont lieu le 22 octobre 1951. Cette date est retenue pour le dixième anniversaire de la communauté le 22 octobre 1961. À la fin de l'année 1951, elles sont quinze à vivre à Chamvres. La communauté est érigée le 22 août 1952 en fraternité du Tiers-ordre des Prêcheurs par le père Albert-Marie Avril, Provincial de France des dominicains,.
En février 1954, selon le diaire de la communauté, « les conditions d'exiguïté des lieux de la maison de Chamvres dépriment manifestement les santés ». Plusieurs sœurs tombent malades et sont envoyées à Font-Romeu et à Dorres pour être soignées, dont la fondatrice et prieure qui doit s'absenter plusieurs mois pour subir une opération. Selon la biographe de Renée de Tryon Montalembert, entrée à Bethléem en 1954, dans cette « période de fondation, la communauté se cherche [et] traverse une crise ». Un rapprochement de Paris est souhaité afin de « trouver moins difficilement [d]es professeurs de doctrine, [d]es médecins et [d]es conditions de travail rentables ».

#### Méry-sur-Oise (1954-1971): une communauté en croissance
Le 15 septembre 1954, les religieuses déménagent dans le hameau de Vaux à Méry-sur-Oise,. La communauté est reconnue comme pieuse union par l'ordinaire du lieu, Alexandre Renard, évêque de Versailles. Ceslas Minguet en est l'aumônier et le confesseur jusqu'à son assignation quelques mois plus tard au couvent Saint-Dominique de Corbara en Corse, « qui sert à la province de France de lieu de relégation pour ses cas difficiles », où a séjourné Thomas Philippe de décembre 1953 à septembre 1954, après son éviction de l'Eau vive en 1952. Le référent de la communauté est le père Jourdain Bonduelle, qui a accompagné les débuts d'Odile Dupont dans la vie religieuse, puis à partir de 1959, le père Bernard-Marie Chevignard (1909-1996),.
La communauté peut compter sur le soutien financier de l'« Association d'éducation populaire "Bethléem" », déclarée en préfecture le 30 septembre 1954, dont l'objet est l'« organisation à Chamvres et en tous autres lieux, de maisons d'accueil et de centres de retraites spirituelles ». Propriétaire de la maison de Méry-sur-Oise, l'association de laïcs est vice-présidée, puis présidée à partir de 1959, par Jacques Oudiette (1906-1983), inspecteur des Finances. La communauté tire son appellation courante « Bethléem » du nom de cette association qui « gère l'ensemble des responsabilités matérielles de la Fraternité »,. Des ventes de charité annuelles sont organisées au profit de la communauté à l'hôtel Lutetia. La proximité de Paris favorise l'accueil de nombreux retraitants, dont des scolaires et des étudiants : 4000 sont accueillis annuellement.
Les premières fondations « de solitude » voient le jour à Villeneuve-des-Escaldes (1959) et Hautecour (1962) où André Bontems, évêque de Maurienne et de Tarentaise, accueille les sœurs dans un presbytère inoccupé. En 1960, la communauté compte vingt-cinq sœurs ; en 1963, elles sont une quarantaine. « La communauté se réfère à saint Dominique, son fondateur originel, et à Charles de Foucauld pour l'esprit et l'organisation de la vie courante. (...) Cet aspect se retrouve (...) dans le temps important consacré à l'adoration et à la solitude, ainsi qu'à la prière commune et privée (et) dans la simplicité et la pauvreté de leur vie quotidienne. » En 1967, quelques sœurs choisissent de vivre en solitude dans des ermitages autour du presbytère d'Hautecour. La même année, la communauté s'implante dans un ancien centre d'accueil de séminaristes situé dans les Voirons. Deux fraternités d'étudiantes voient le jour en 1968 à Paris et à Fribourg en Suisse,. La même année, André Bontems est nommé par Rome supérieur canonique de l'ensemble de la communauté.
La communauté de Bethléem s'installe en 1971 dans la forêt de Nemours sur la route de Poligny.

### Les moines et moniales de Bethléem (1971- )

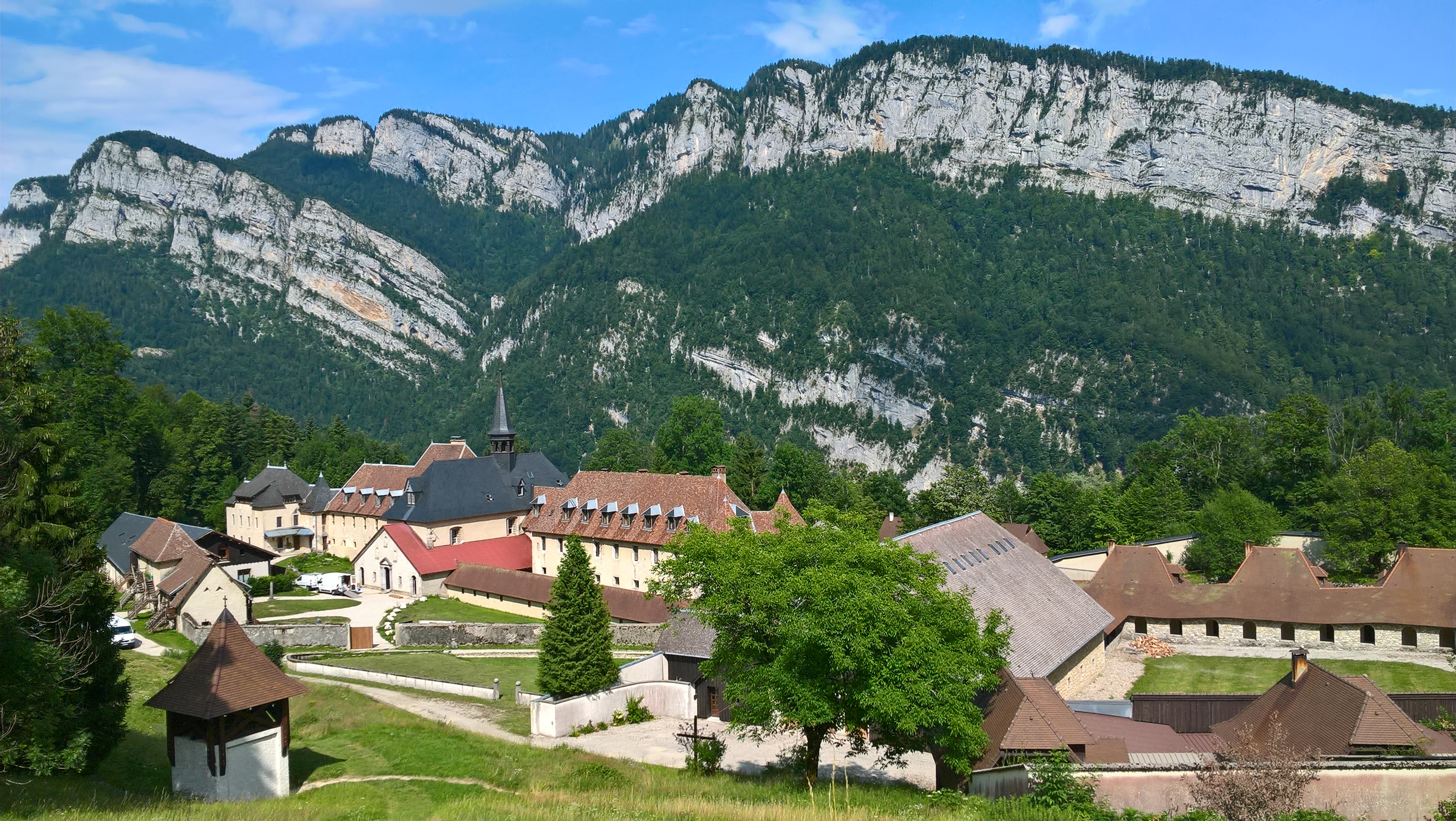
Monastère de Currière-en-Chartreuse

Les sœurs de Bethléem se séparent de l'ordre dominicain dont elles dépendent en 1971 jugeant « que la vie dominicaine n'avait pas un caractère suffisamment monastique et que "l'ouvriérisme" marquait trop certains de ses représentants ». Elles deviennent la « communauté monastique de Bethléem » et gardent ce nom (sans l'adjonction plus tardive « de l'Assomption de la Vierge ») au moins jusqu'en mai 1978.

#### Le tournant pseudo-cartusien
À partir de 1974, sœur Marie Dupont donne une orientation nouvelle à sa communauté. Avec la mise à disposition en 1973 par l'Ordre des Chartreux de la Chartreuse de Currière à Saint-Laurent-du-Pont pour accueillir des retraitants souhaitant faire une expérience de la solitude, la communauté monastique de Bethléem s'oriente progressivement vers une vie monastique de style semi-érémitique. Cette orientation cartusienne avait été préparée par des rencontres annuelles avec l'Ordre pendant plus de 10 ans, à partir de l'entrée en 1960 dans la communauté de la sœur d'un religieux chartreux. Totalement acquis à la cause de sœur Marie Dupont, Dom André Poisson, ministre général des Chartreux (1967-1997) et prieur de la Grande Chartreuse, se rend fréquemment à Currière et écrit leur règle « en déguisant celle des Chartreux ». Il permet sur place la construction d'ermitages et offre à la communauté des monastères désertés par les Chartreux, faute de vocations, au grand dam des moniales chartreuses qui s'estiment lésées.
La branche masculine de Bethléem est créée en octobre 1976. Elle compte 3 frères au départ, dont le frère Vincent, qui en est le prieur et fondateur. Il quitte la communauté deux ans plus tard. Le frère Patrick lui succède. Ils sont 11 en 1978. « S'attribuant la filiation de saint Bruno, fondateur des Chartreux au XIe siècle, les sœurs puis les frères font alors de leurs deux monastères mitoyens leurs maisons-mères respectives, à savoir le lieu où résident le prieur général et la prieure générale. »
Les moniales de Bethléem sont reconnues comme pieuse union le 6 octobre 1977 par Gabriel Matagrin, évêque de Grenoble. À sa demande, la communauté de Bethléem est autorisée en 1979 par le Chapitre général de l'Ordre des Chartreux à se référer à saint Bruno, néanmoins « sans aucune relation de dépendance » avec l'Ordre.
Sœur Marie Dupont crée cependant l'équivoque en présentant la communauté de Bethléem comme une nouvelle branche cartusienne qui aurait pris naissance à l'époque contemporaine. Cette « instrumentalisation de l'ordre des Chartreux » déplaît au procureur général, représentant de l'ordre à Rome, qui demande à Dom Poisson de rompre tout lien avec la communauté de Bethléem, sous peine d'être démis de sa fonction de prieur général.
« Cette appropriation abusive » est à nouveau dénoncée par l'Ordre des Chartreux qui demande que la maison générale de la Famille monastique de Bethléem ne soit plus établie à la Chartreuse de Currière. Le siège est déplacé en 2017 au monastère du lieu-dit « la Piquetière », construit par la communauté en 1991, également situé à Saint-Laurent-du-Pont.

#### L'attrait pour les chrétiens orientaux
Les moniales se tournent également vers l'Orient chrétien, à partir des contacts noués à la fin des années 1960 avec des personnalités du monde orthodoxe comme le patriarche Athenagoras, l'archimandrite Sophrony, le père Boris Bobrinskoy et les monastères grecs de Patmos et de Saint Patapios,. Leur spiritualité emprunte à partir des années 1970 à la tradition orientale des Pères du désert et leurs offices s'inspirent du rite byzantin. Elles fondent dans ce sens en 1971 une communauté près de l'abbaye de Chevetogne ainsi qu'une autre au Liban.

#### Un essor considérable
La communauté fonde pratiquement un monastère par an : de 1967 à 1982 treize se sont ouverts. Certains couvents ont dix ou quinze novices, d'une moyenne d'âge de vingt-cinq ans. « La communauté de Bethléem attire des centaines de jeunes filles pour la plupart issues, pour la France, de la très grande bourgeoisie, subjuguées par l'idéal de radicalité et le charisme magnétique de sœur Marie qui fait l'objet d'une vénération. »
En 1984, la communauté compte 22 moines et 250 moniales répartis, pour les premiers, dans deux monastères, et, pour les secondes, dans douze monastères en France, en Belgique et en Italie.
Les moniales sont reconnues le 24 juin 1986 comme institut religieux de droit diocésain, ; les moines comme association de fidèles le 2 février 1987, puis comme institut de droit diocésain le 25 mars 1992 à l'instar des moniales. Les branches féminine et masculine sont érigées ensemble en institut religieux de droit pontifical par le Saint-Siège le 6 octobre 1998. Jusqu'à cette date, la communauté se nomme encore en 1998 « Famille monastique de Bethléem et de l'Assomption de la Vierge ». Le nom de saint Bruno n'est ajouté qu'au moment de la reconnaissance pontificale, en référence aux chartreux. « Une paternité affirmée, sans rattachement à l'Ordre des Chartreux, et par décision de la prieure de Bethléem » La communauté compte alors vingt-huit monastères féminins et trois monastères masculins, pour environ 500 membres.

#### Prieures successives
Après avoir été prieure générale de la communauté pendant près de 49 ans, la fondatrice, Odile Dupont, décède à Saint-Laurent-du-Pont à l'âge de 77 ans le 27 septembre 1999. Sœur Isabelle Flye Sainte Marie lui succède. En 2017, le Saint-Siège accepte la démission de sœur Isabelle qui est remplacée par Rose Armelle Lorenchet de Montjamont, sœur Emmanuel, proche de la famille royale belge, nommée par la Congrégation pour les instituts de vie consacrée. Cette dernière, atteinte par la limite d'âge, est remplacée le 1er octobre 2024 par Marion Véronique Anne Boutard, sœur Laure-Marie. Son élection a été présidée par Jean Quris, assistant apostolique.
Dans la branche masculine, le frère Silouane succède au frère Patrick, gouvernant pendant vingt-deux ans, de 1978 à 2000. En octobre 2018, le frère Jean-Baptiste est élu prieur général.

### Le récit de la fondation: une réécriture de 1977
Selon son propre récit fondateur, repris dans le décret d'érection canonique,, « la Famille monastique de Bethléem, de l'Assomption de la Vierge, et de Saint Bruno naît le 1er novembre 1950 sur la place Saint-Pierre à Rome à l'heure où le pape Pie XII proclame le dogme de l'Assomption de la Vierge. [...] Quelques pèlerins français entendent alors l'appel à tout donner pour que de nouvelles communautés naissent dans l'Église. »,.
Cette narration se retrouve chez différents auteurs liés aux communautés nouvelles sous une même version, ou avec quelques variantes : « des pèlerins venus de France, guidés par le père Ceslas Minguet, fils de saint Dominique », « un groupe de pèlerins du Havre [...] dont les parents d'Odile ». Cette dernière version, qui inclut la famille de la fondatrice parmi les pèlerins, raconte que « sept d'entre eux sans se concerter [...] entendent un appel à réaliser « le projet de la Vierge », c'est-à-dire la création d'une communauté nouvelle répandue partout dans le monde. ».
Ce récit fondateur, dont la fondatrice est absente, est une élaboration postérieure. De manière significative, il est absent de l'historique de la communauté dans la plaquette de présentation de 1960. Ni la référence au dogme, ni le récit l'entourant, ne sont repris dans le livre de référence d'Olivier Landron sur les communautés nouvelles,. Le premier nom de la communauté, « les Sœurs de Notre-Dame de la Nativité », ne fait aucunement allusion à l'Assomption, non plus que son appellation courante « Bethléem » qui se réfère à la Nativité.
L'origine de ce dernier nom est attribuée à l'installation de la première chapelle dans une étable : « le premier oratoire est aménagé dans une étable qui évoque la grotte où le Fils de Dieu se fait petit enfant. [..] C'est pourquoi la communauté naissante reçoit le nom de Bethléem. » Il s'agit à nouveau d'une reconstruction de la réalité : la première chapelle de la communauté est aménagée en 1951 dans une grange, puis celle de Méry-sur-Oise en 1954 dans une écurie.
« Quelles que soient les sources explorées - chroniques, fascicules, textes ou homélies - on ne trouve nulle part, durant les années 1951-1977, la moindre évocation, la moindre trace de ces intuitions annonçant que la Vierge Marie aurait voulu fonder une communauté en incitant ces quelques pèlerins à en favoriser l'éclosion et la croissance. » Monique Dupont, belle sœur de la fondatrice, présente ce jour-là à Rome avec les autres pèlerins, qualifie ce récit de « pure invention ».
Ce nouveau récit des origines a été élaboré par sœur Marie Dupont en décembre 1977. Il se substitue au récit classique qui faisait de la date du 2 février 1951 le point de départ de la communauté, au moment de l'installation à Chamvres dans l'Yonne. Après le tournant pseudo-cartusien de 1973, la création de la branche masculine en 1976, et l'élaboration d'une règle de vie à l'automne 1977 sous la pression de la Congrégation pour les religieux, la communauté se réinvente avec ce récit bâti de toutes pièces. Il serait issu de la visite à Rome le 14 décembre 1977 de sœur Marie Dupont avec trois autres membres de la communauté pour y rencontrer Paul VI. Cette audience très formelle, limitée à une ou deux minutes, constitue pour la fondatrice une frustration, voire une humiliation. Seule sur la place Saint-Pierre, repensant au pèlerinage de sa famille en 1950, elle aurait alors imaginé ce récit « surnaturel » de la fondation, dans lequel par « une sorte de motion intérieure [...] reçue par quelques pèlerins français lors de la proclamation du dogme de l'Assomption » la communauté de Bethléem aurait été fondée par la Vierge elle-même. C'est ainsi que « sœur Marie renvoie aux oubliettes le récit autobiographique dans lequel son ego tient une large place et [...] se met à relier la fondation de Bethléem à une intervention directe et personnelle de la Vierge Marie depuis le ciel. ». Cette narration a été par la suite amplifiée : le nombre des pèlerins est fixé à sept. Le chiffre symbolise la perfection et fait référence à la fondation des Servites de Marie, ordre fondé au XIIIe siècle par sept personnes. La Règle de la communauté, qui comprend 890 paragraphes, est construite autour de ce récit mythique « considéré comme certain et non contestable » au sein de la communauté.
Avec le rapprochement du modèle semi-érémitique des chartreux, même l'appellation courante « Bethléem » acquiert un sens différent rapporté ainsi par Olivier Landron : « Elles choisirent le nom de Bethléem (Prier, mars 1979) en référence au désert de Juda qui se situe à proximité de cette ville et abrita les premiers ermites chrétiens. »

## Règles de vie
La vie conventuelle s'inspire du modèle des chartreux. Elle est régie par les « constitutions » écrites par la fondatrice qui comprennent plus de 800 pages,. Les sœurs sont seules dans leur cellule toute la journée pour prier, travailler et prendre leurs repas. Le seul repas communautaire a lieu le dimanche en silence au réfectoire. Elles assistent à deux assemblées liturgiques par jour, une heure et quart le matin, deux heures le soir. L'« office de l'attente » se tient entre 4 et 6 heures du matin en cellule selon une tradition des moines solitaires des déserts d'Orient « veilleurs de l'Église à l'heure où l'univers dort ». Toute lecture est interdite durant le noviciat.

## Soutiens financiers
La communauté compte de nombreux et puissants soutiens de la part de familles d'industriels, comme les héritiers de la firme C&A. Le couple Brenninkmeyer (en), sans enfant, a légué l'intégralité de sa fortune à la Famille monastique de Bethléem. Elle bénéficie aussi du soutien constant de la famille Michelin qui a financé la construction de plusieurs monastères : celui de Poligny près de Nemours en 1971, celui de Camporeggiano en Italie, et un monastère en Lituanie où sont entrées deux petites nièces de Bruno Jeanson, lié à la famille Michelin, directeur de la filiale italienne à Turin. Un richissime donateur américain a intégralement financé la construction du monastère américain de Livingstone Manor sur un terrain de 300 hectares mis à disposition par le cardinal John Joseph O'Connor, archevêque de New York à cette époque. La communauté a compté également un soutien de poids avec la famille royale de Belgique : le roi Beaudouin, très proche de la communauté où il effectuait discrètement des retraites avec son épouse, la reine Fabiola, a légué en 1992 les 15 hectares du domaine royal d'Opgrimbie, dans le Limbourg. La construction du monastère des sœurs sur le site a connu de nombreux rebondissements judiciaires, en suscitant la controverse comme d'autres implantations en France.
En octobre 2006 est créée la Fondation Maison du Pain basée en Suisse à Ayent, dont sont membres la prieure générale de l'époque, sœur Isabelle Flye Sainte Marie, et Annie Lheureux (1936-2023), sœur Hallel en religion. Ses buts principaux sont : « développer la vie spirituelle dans le monde en s'appuyant en particulier sur la Famille monastique de Bethléem ; collecter les fonds nécessaires [...] ; assurer la répartition des biens [...] ; favoriser la diffusion de son artisanat. »

## L'influence du père Marie-Dominique Philippe

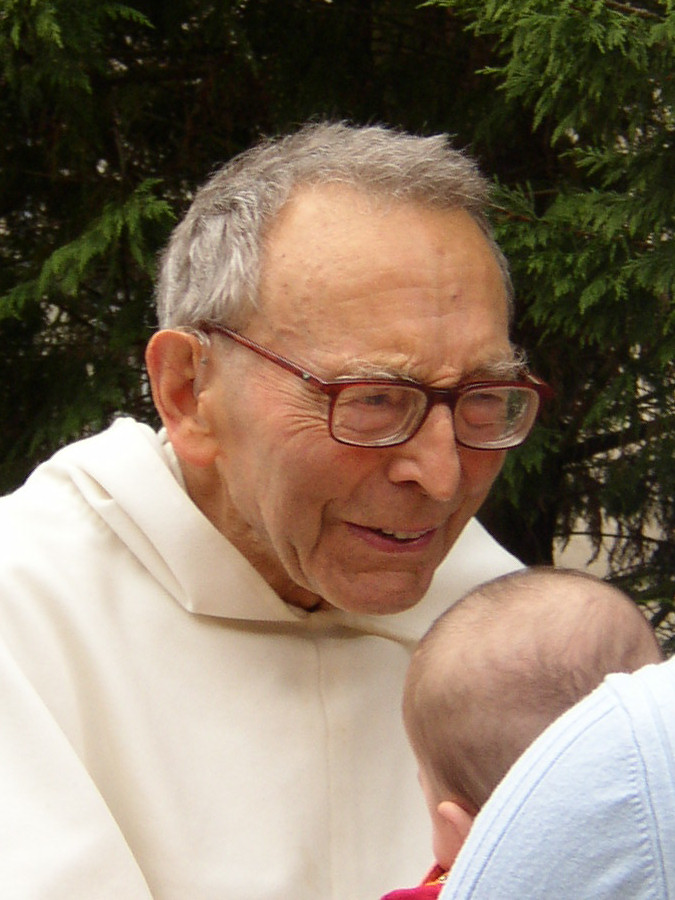
Marie-Dominique Philippe

Dans son livre L'Affaire publié en février 2023, consacré aux abus sexuels de Thomas et Marie-Dominique Philippe, Tangi Cavalin fait mention d'une « Note concernant le rôle joué par le père Marie-Dominique Philippe, op, dans l'histoire de la famille de Bethléem », non publiée, datant du 12 novembre 2021. Au sujet de la fondatrice de Bethléem, le rapport des Frères de Saint-Jean paru en juin 2023 souligne que « le père Marie-Dominique a été son père spirituel pendant un temps. Elle lui a écrit en 1968 qu'il a joué un rôle décisif à des moments clefs de son existence. » Céline Hoyeau, auteure de La Trahison des pères, la classe parmi les « fondateurs de communautés ayant été proches des frères Philippe et/ou figures ayant revendiqué leur influence sans pour autant être auteurs d'abus sexuels ».

### Un accompagnateur (1942-1951)
La première rencontre d'Odile Dupont et de Marie-Dominique Philippe date de 1942. Marie-Christine Lafon, biographe de Marie-Dominique Philippe, suggère un rôle d'accompagnateur en 1946 au moment où Odile Dupont entre dans la congrégation des Tourelles : « L'activité apostolique du prêcheur comporte rencontres, échanges et accompagnements personnels. Ainsi, en 1946, avec sœur Marie Dupont-Caillard (1922-1999) ». En 1950, elle séjourne au couvent de l'Épiphanie à Soisy-sur-Seine et étudie à L'Eau vive où enseigne alors Marie-Dominique Philippe. La biographe du dominicain lui prête également un rôle dans la création de la communauté de Bethléem : « Avec la lumière et les encouragements du père Marie-Dominique Philippe, entre autres frères prêcheurs, en février 1951, dans le diocèse de Sens, [sœur Marie] commence à mener, avec deux jeunes femmes, une vie communautaire [...] bientôt, elles reçoivent le nom de Petites Sœurs de Bethléem ». Ce point est évoqué par la journaliste Céline Hoyeau dans son livre La Trahison des pères : « Le père Marie-Dominique Philippe, de dix ans son aîné, l'encourage dans cette entreprise. »
Les abus sexuels de Thomas Philippe sur des femmes ont été largement documentés par les rapports commandés par la Province de France des dominicains et l'Arche publiés fin janvier 2023, et ceux de son frère Marie-Dominique Philippe en particulier dans le rapport de la congrégation Saint-Jean paru en juin 2023. Aussi Blandine de Dinechin note dans sa biographie de la fondatrice de Bethléem que « depuis que les frasques mystico-sexuelles criminelles des deux frères ont été révélées [...], il est possible de se demander si Odile Dupont y a échappé, dans la mesure où les ramifications de leur influence s'étendent jusqu'aux monastères féminins proches de l'Eau vive. Une chose est certaine : comme beaucoup d'autres, elle fut séduite spirituellement jusqu'à la fin de sa vie par Henri, Marie-Dominique Philippe en religion. »

### Un cercle de relations (1951-1971)
Céline Hoyeau et le rapport de la communauté Saint Jean sur son fondateur soulignent également la proximité géographique entre la communauté de Bethléem, implantée en 1954 à Méry-sur-Oise, et le couvent dominicain du Saulchoir où enseigne alors Marie-Dominique Philippe,.
Très proche de ce dernier, dont elle est la dirigée depuis 1954, Alix Parmentier (1933-2016) cofondatrice avec lui des sœurs contemplatives de Saint Jean en 1982 et prieure générale, vit un an à Méry-sur-Oise chez les sœurs de Bethléem jusqu'à l'été 1957. Elle fait partie du groupe des initiés de l'Eau vive et entretient une relation de nature sexuelle avec Marie-Dominique Philippe,. Malgré son souhait, elle n'a pas pu entrer en juin 1956 au monastère de Bouvines dont la prieure, Cécile Philippe, venait d'être déposée en raison d'une condamnation du Saint-Office pour de graves abus commis sur ses propres religieuses avec son frère Thomas Philippe. « Il semble que sœur Marie aurait souhaité qu'Alix [Parmentier] reste dans la communauté [de Bethléem], mais malgré la séparation, un lien demeurera entre les deux. ». Alix Parmentier rejoint ensuite le carmel de Boulogne (Hauts-de-Seine) qui a des relations privilégiées avec Marie-Dominique Philippe. La fondatrice de Bethléem entretient avec Alix Parmentier une relation épistolaire suivie jusqu'en 1961, puis chaque année à Noël.
La nièce de Marie-Dominique Philippe, Anne Philippe (1933-1964), fille de Joseph Philippe, entre dans la communauté de Bethléem et reçoit l'habit du provincial de France des dominicains, le père Joseph Kopf (1912-2007) le 4 octobre 1958.
Sanctionné par le Saint-Office en 1957, en raison de sa complicité avec son frère Thomas Philippe, lui-même condamné en 1956, Marie-Dominique Philippe a interdiction « de confesser, de diriger spirituellement des religieuses, de séjourner et de prêcher dans des monastères et d'enseigner la spiritualité ». Il est pleinement réhabilité le 27 mai 1959.
« Une fois les sanctions levées, le père Marie-Dominique Philippe reste l'objet d'une certaine méfiance. En octobre 1959, le père Chevignard, dominicain chargé d'accompagner la fondation des sœurs de Bethléem, interdit à sœur Marie Dupont-Caillard de le faire venir dans sa communauté à Méry-sur-Oise. » L'interdiction faite à Marie-Dominique Philippe de venir séjourner et prêcher à Bethléem est corroborée par les chroniques de la communauté entre 1957 et 1965 : si elles mentionnent de très nombreux pères dominicains avec lesquels les sœurs sont en contact, le nom du père Marie-Dominique Philippe n'est jamais cité. Sa biographe souligne son absence dans le développement de la communauté jusqu'en 1971 : « Entre 1952, date des premiers pas de la communauté [de Bethléem], et 1971, date de son essor selon son charisme, le père Marie-Dominique Philippe n'a pas participé à l'explicitation progressive de sa vocation. »
Cependant l'année 1968 voit à nouveau un rapprochement : une religieuse proche de Marie-Dominique Philippe, mère Marie-Renée du Christ, que sœur Marie Dupont a connue lors de son séjour en 1949 dans sa congrégation, lègue en 1968 peu avant sa mort sa maison fribourgeoise à la communauté, ce qui permet aux jeunes sœurs de suivre, entre autres, l'enseignement de Marie-Dominique Philippe à l'Université de Fribourg.

### Rôle éminent à partir de 1971
C'est en 1971 que le père Marie-Dominique Philippe rejoint les moniales de Bethléem, d'abord à Boëge dans les Voirons, puis au monastère de Currière et à l'abbaye de Lérins pour assurer leur formation. Il devient dès lors « quasiment l'unique enseignant extérieur de la communauté des sœurs de Bethléem ».
En 1979, des sœurs de Bethléem s'établissent à Fribourg dans un petit monastère voisin de celui des frères de Saint-Jean, dont Marie-Dominique Philippe est le fondateur depuis 1975. « Leur prieure générale, sœur Marie, désire qu'elles se forment [...] auprès du père Philippe, en vue d'être responsables des études dans leur communauté. » Les communautés de Bethléem et de Saint-Jean apparaissent alors comme « deux communautés sœurs ». Marie-Dominique Philippe surnomme les moniales de Bethléem « les cousines ».
À la demande de sœur Marie Dupont, Marie-Dominique Philippe rédige en 1983 la règle de vie de la fraternité de laïcs constituée autour des moniales de Bethléem, selon le témoignage de l'un de ses membres les plus actifs, Philippe Rouvillois. Le dominicain a été leur prédicateur pendant plus de dix ans.
Dans les années 1980, au moment où se font jour les premières mises en cause du fondateur de la Congrégation Saint-Jean, qui jouit d'une forte aura dans le monde catholique, ses proches, dont la fondatrice de Bethléem, le défendent tout en l'alertant : « À cet égard, les lettres du père de Monteynard (1981) ou de sœur Marie Dupont-Caillard, des sœurs de Bethléem (1986), à M.-D. Philippe sont caractéristiques. Toute confiance et « respectueuse affection » lui sont données. On lui dit qu'il est, lui, victime potentielle, on veut le prémunir [...] On loue les vocations qui abondent et sont une bénédiction du Seigneur. [...] Sœur Marie y ajoute une dimension « surnaturelle » par l'appel à des citations de dires de la Vierge Marie concernant M.-D. Philippe lui-même : "Marie a tellement dit 'je tiens à son honneur de prêtre' " ».
En mai 2002, dans le rapport du Service Accueil Médiation (SAM) de la Conférence des évêques de France, la Famille monastique de Bethléem apparaît aux côtés d'autres communautés suspectées de dérives sectaires, dont Marie-Dominique Philippe est le commun dénominateur. Il est « décrit comme omniprésent dans un réseau dont il est le principal, voire l'unique point de référence. ».
En 2004-2005, au moment où commencent à être révélées par l'AVREF et le magazine Golias les graves dérives de la communauté Saint-Jean et de son fondateur , le cardinal Jean-Marie Lustiger, archevêque de Paris, conseille à la Famille monastique de Bethléem de gommer toutes ses références à Marie-Dominique Philippe. « Non seulement comme directeur spirituel de sœur Marie pendant des années aussi, mais comme enseignant ou accompagnateur à Bethléem de sœurs en crise. »
Dans son article de juin 2023 dans La Croix, Céline Hoyeau rattache certaines formes d'abus de conscience et d'autorité dans la communauté de Bethléem à l'héritage de Marie-Dominique Philippe : « Les pressions psychologiques sur les vocations en particulier ont été pointées par d'anciennes membres. On leur disait notamment : « Si tu pars, je ne réponds plus de ta vocation. » Or cette phrase, le père Philippe la répétait souvent à ses propres frères de communauté. Elle lui venait directement de son oncle et père spirituel, le père Dehau, qui avait fait pression pour qu'il entre dans l'ordre dominicain [...] ». Marie-Dominique Philippe a été chargé par sœur Marie Dupont de rencontrer en entretien privé de nombreuses sœurs de Bethléem souffrant dans la communauté, afin de les dissuader de la quitter.

## Abus de conscience et d'autorité délétères sur le psychisme des personnes

### De très nombreuses alertes auprès de la hiérarchie catholique

#### Années 1980-2000
Une enquête du Monde paraît le 21 février 1983 consacrée au renouveau de la vie monastique féminine. Selon Catherine Baker, interrogée dans l'article, « la fascination exercée sur [l]es religieuses [de Bethléem], l'obéissance exigée est de l'ordre de la secte. On est à la limite de pratiques manipulatoires, qui annihilent toute réflexion individuelle. » Une dominicaine « ayant de hautes responsabilités » affirme recevoir d'anciennes religieuses de Bethléem qui ont « le plus grand mal à retrouver leur équilibre »,. Des sœurs « en crise », selon l'euphémisme en usage dans la communauté, sont accompagnées par des prêtres et des religieux, dont le dominicain Jean-Miguel Garrigues.
Le 3 juin 1998, une jeune polonaise originaire de Cracovie, Magda (sœur Mirya en religion), âgée de 27 ans, met fin à ses jours en s'immolant par le feu au monastère de Camporeggiano près de Gubbio en Italie. Ses obsèques sont célébrées de façon précipitée le 5 juin, sans autopsie, comme le souhaite sœur Marie Dupont qui présente à la mère le suicide de sa fille comme une rupture d'anévrisme. L'évêque du lieu, Pietro Bottaccioli (en), est informé, mais au sein de la communauté l'affaire est étouffée. La mère de la jeune femme, prise de doutes sur les circonstances du décès, souhaite entamer des démarches par le biais d'un avocat auprès de l'ambassade de Pologne à Rome. Elle écrit au pape polonais, Jean-Paul II, mais n'obtient aucune réponse. Elle correspond avec Laurent Grzybowski, journaliste au magazine La Vie, qui n'évoquera pas l'affaire dans son article de 2001. Elle est révélée par un ancien supérieur, Fabio Barbero, sur le site l'envers du décor et sur celui de l'AVREF en 2014, ce qui vaut à ces deux sites une mise en demeure de l'avocat de la Famille monastique de Bethléem. Une ancienne religieuse sortie de la communauté en 2013 témoigne ainsi en 2015 auprès de La Croix : « Je n'ai cessé d'alerter sur son état de santé psychique et sur le risque de suicide, en vain… Ce qui m'a fait le plus mal, c'est que l'on cache sa mort. ». Ce suicide a précédé de quelques mois la reconnaissance pontificale du 6 octobre 1998 et l'ouverture d'un monastère dans le nord de la Pologne, le 8 décembre suivant, à Grabowiec (en), près de Szemud dans le diocèse de Gdansk, sous l'égide de son évêque Tadeusz Gokłowski (en), raisons probables de sa dissimulation.

#### Années 2000
En février 2001, sous la plume de Laurent Grzybowski, le magazine La Vie publie une enquête intitulée « Des gourous dans les couvents » qui dénonce « des dérives sectaires » dans « cinq communautés religieuses françaises » dont la Famille monastique de Bethléem. L'article évoque le cas d'une jeune femme, entrée en 1987 à l'âge de 26 ans dans la communauté, que sa mère a fait sortir constatant la détérioration de son état physique et psychique. À l'époque de la parution de l'article, après deux tentatives de suicide, elle est « invalide psychiatriquement » et vit recluse chez une parente. Des lettres découvertes par la mère montrent que sa fille a été manipulée par de prétendus messages de la Vierge traduits à son intention par la prieure générale, sœur Isabelle. Contactée par La Vie, sœur Isabelle, reconnaît « une grande faute » qui l'a conduite à demander pardon à la mère de la jeune femme « et même à Rome, l'affaire étant remontée jusqu'au Vatican ». Un accord financier est conclu entre la communauté et la mère pour qu'elle n'en dise pas plus sur cette affaire et ainsi préserver l'image de la communauté. « Dans les semaines qui suivent la publication, des centaines de lettres affluent au siège du magazine, pour la plupart hostiles au point de vue développé, récusant la mise en cause d'une personnalité comme Marie-Dominique Philippe ou le rapprochement entre des communautés controversées et d'autres jugées parfaitement orthodoxes et respectables comme celle de Bethléem, reconnue de droit pontifical. » En sa qualité d'ancien supérieur diocésain, Gabriel Matagrin, évêque émérite de Grenoble, prend vivement la défense de la Famille monastique de Bethléem et de sa fondatrice.
Le 13 mai 2002, le Service Accueil Médiation (SAM) de la Conférence des évêques de France, créé à l'initiative de Jean Vernette, émet un rapport dans lequel est citée la Famille monastique de Bethléem aux côtés d'autres communautés suspectées de dérives sectaires (branches de la Congrégation Saint-Jean, l'abbaye d'Ourscamp avec Points-Cœurs, le carmel de Montgardin) dont Marie-Dominique Philippe apparaît comme le commun dénominateur. Sur ces communautés, dont il est le principal, sinon l'unique référent, comme enseignant, aumônier ou confesseur, voire exorciste, il exerce une profonde influence. Dans son livre paru en 2004, Olivier Landron indique que le développement rapide de la communauté à partir des années 1970 (une vingtaine de novices par an), en contraste avec son caractère ascétique et érémitique qui d'ordinaire attire peu de vocations, a suscité des inquiétudes dans l'épiscopat français « à cause de ce radicalisme évangélique qui pouvait mener à des excès regrettables ».
Dans son numéro de novembre-décembre 2005 sur La face cachée des « Petits gris », le magazine Golias publie le témoignage anonyme d'une ancienne sœur de la Famille de Bethléem qui dénonce la manipulation, l'infantilisation, l'exaltation de la souffrance et l'endoctrinement qui régneraient au sein de la communauté.
En novembre 2009, Fabio Barbero, premier assistant du prieur général de la branche masculine, se rend à la Congrégation pour la doctrine de la foi (CDF) à Rome pour déposer un dossier d'environ 40 pages dans lequel il relate ce qu'il a vécu dans la Famille monastique de Bethléem depuis 1985,. Il revient au Vatican quelques semaines plus tard accompagné par le frère Patrick, ancien prieur général, qui remet le 8 janvier 2010 un dossier analogue, qui contient notamment le récit détaillé du suicide au monastère de Camporeggiano dont il a été le témoin direct. Ensemble ils témoignent auprès de la CDF de « dangereuses déviances d'ordre sectaire » qui ont marqué la communauté « dès ses origines ». Le frère Patrick n'obtient aucune réponse du Saint-Siège. La Famille monastique de Bethléem, mise au courant de sa démarche, obtient son exclaustration en 2013 et le renvoie en 2022.

#### Années 2010
Fin octobre 2013, une quarantaine de victimes de dérives sectaires de communautés nouvelles, parmi elles d'anciens membres de la Famille monastique de Bethléem, lancent un appel aux évêques réunis en assemblée plénière à Lourdes.
En 2014 et 2015, l'AVREF et le site internet L'envers du décor publient une longue série de témoignages faisant état de dérives sectaires dans la Famille monastique de Bethléem, notamment, le 28 octobre 2014, celui de Fabio Barbero. Il décrit un « sentiment de supériorité et [de] défiance compulsive à l'égard de l'Église » se traduisant par « un niveau apparent, en conformité avec l'Église et un niveau secret, caché ». Il dénonce un maximalisme marial de type gnostique favorisant l'ascendant et l'emprise de la prieure générale « en [qui], la Vierge est présente in persona, personnellement » et à qui chaque membre de la communauté doit rendre des comptes par la tenue d'un « cahier des confessions à la Vierge – genre d'examens de conscience quotidiens où au lieu de s'adresser à Dieu on s'adresse à la Vierge »,. Dans un droit de réponse écrit le 18 novembre 2014 et publié par L'envers du décor, le frère Silouane, prieur général de la branche masculine, qualifie le témoignage de « dossier mensonger et à charge » dont l'auteur se prévaut d'un « pseudo statut de victime et de lanceur d'alerte ».
Un collectif de proches de la Famille de Bethléem crée en février 2015 un blog, sansdecor.com,, destiné à défendre la communauté contre les critiques d'anciens membres publiées sur Internet. Deux documentaires de la réalisatrice Stéphanie Pillonca-Kervern, dont la sœur est religieuse à Bethléem, Un Amour absolu et Ma Petite Sœur sont diffusés par France 2 et Arte fin décembre 2014 et en avril 2015,. Le monastère des Voirons organise pour la première fois le 20 juin 2015 une journée portes ouvertes pour faire découvrir au public ses ermitages,.
En avril 2015, d'anciens membres de la famille monastique de Bethléem, témoins de nombreux dysfonctionnements de la communauté, créent l'association « Accueil et soutien aux ex-membres de la communauté de Bethléem » (ACSEMB),.
La même année, une ancienne sœur remet à plusieurs personnalités de l'Église catholique un dossier historique de plus de 500 pages sur la communauté.

### La visite apostolique de 2015 et ses suites
Fin mai 2015, faisant suite à plusieurs plaintes d'anciennes sœurs « qui font état de graves dysfonctionnements et que la CEF comme le Vatican [...] prennent “très au sérieux” »,, une visite apostolique, est diligentée par le Saint-Siège qui nomme visiteurs apostoliques Jean Quris, ancien secrétaire général adjoint de la conférence des évêques de France (CEF) et sœur Geneviève Barrière, bénédictine et ancienne abbesse de Jouarre entre 2007 et 2014. Sont dénoncés dans les témoignages envoyés à Rome ou parus sur Internet « une pression dans le discernement, une rupture excessive avec l'extérieur, une culture de culpabilité, une centralisation des pouvoirs dans les mains de la prieure générale, l'absence de réelles élections au niveau local et une pensée unique qui n'autorise aucun recul » ainsi que le manque de distinction entre for interne et for externe,,.
À l'issue de cette visite apostolique fin 2016, la Congrégation pour les instituts de vie consacrée préconise des adaptations pour mettre fin à ce qui apparaît « comme des abus d'autorité, voire des abus spirituels ». En février 2017, une nouvelle prieure générale est nommée par Rome et six moniales désignées par le Saint-Siège prennent place au conseil permanent avec le père Jean Quris et sœur Geneviève Barrière nommés assistants apostoliques. Le père cistercien Cesare Falletti est nommé assistant pour la branche masculine, dont il avait lui-même suggéré la création en 1971 après des séjours à l'abbaye de Tamié et à la fondation voisine des sœurs à Hautecour.
Ces derniers appellent en novembre 2020 la Famille monastique de Bethléem à s'engager publiquement dans « une reconnaissance claire des erreurs et fautes du passé ». Par un communiqué du 5 janvier 2021, la communauté annonce avoir « pris conscience des blessures et des traumatismes que de tels dysfonctionnements ont provoqué ». Elle met en place une cellule d'écoute indépendante et entame un chemin de réforme qui passera par un travail de révision des constitutions. Au terme du chapitre général tenu en novembre 2021, où « la question des abus d'autorité et des abus spirituels a été au cœur des interventions, des échanges, [et] des décisions », la communauté nomme explicitement les « dysfonctionnements [...] qui ont pu aboutir à des abus ou des emprises » et annonce le vote de nouvelles constitutions soumises à l'approbation de la Congrégation pour les instituts de vie consacrée,.

### Mises en doute des mesures de réforme prises par la Famille monastique de Bethléem

#### La cellule d'écoute et de médiation
Selon un article du magazine Golias publié en mai 2022, signé par une ancienne sœur de Bethléem, si la communauté consent à régulariser au moins en partie les cotisations de retraite non versées à la CAVIMAC, les demandes d'indemnisation à la cellule d'écoute concernant les abus psychologiques ne seraient pas satisfaites. La communauté avance que ni le Service Accueil Médiation (SAM) de la CORREF, ni la Commission reconnaissance et réparation (CRR) ne seraient habilités à traiter ces cas. Cette dernière instance, créée en novembre 2021 après la publication du rapport de la CIASE, n'étant compétente qu'en matière d'abus sexuels. La mise en place par la communauté elle-même d'« une cellule de médiation d'indemnisation destinée à recueillir tous les éléments nécessaires à une juste réparation pour permettre d'établir et de régulariser des accords définitifs » serait évoquée dans les courriers envoyés par la Famille monastique de Bethléem aux requérantes. Selon le témoignage d'une sœur sortie récemment de la communauté, l'anonymat de celles qui se confient à la cellule d'écoute ne serait pas respecté, ce qui créerait « un véritable climat de peur ». Pour l'association « Accueil et soutien aux ex-membres de la communauté de Bethléem » (ACSEMB), cette cellule d’écoute « cooptée par les responsables de Bethléem pour accomplir ce travail de vérité dans lequel elle était en dernier recours juge et partie, privée en outre de toute supervision par une autorité ecclésiale [...] n’a pas apporté les fruits attendus ».

#### Enquête sur une disparition inquiétante
Le 4 mai 2023, le magazine Golias Hebdo publie une enquête sur la disparition d'une jeune femme, Sarah (devenue sœur Telf Maryam en religion), entrée à Bethléem en octobre 2012 à l'âge de 23 ans au monastère Notre-Dame de la Présence de Dieu à Paris, dont sœur Priscille est la prieure. Ayant perdu tout contact avec Sarah et privés de visite depuis janvier 2016, ses parents se tournent en mai 2017 vers la prieure générale, sœur Emmanuelle, et demandent sans succès à être reçus par l'assistante apostolique, Geneviève Barrière. Ils adressent également un courrier au pape François en juin 2017 dans lequel ils font part de leur inquiétude quant à l'état de santé physique et psychologique de leur fille : opérée à deux reprises du genou en septembre et décembre 2013, elle souffrirait également de dépression. Sans nouvelles d'elle, ils déposent en janvier 2018 une plainte pour séquestration, classée sans suite. Ils signalent à la police sa disparition inquiétante en mars. Début 2020, ils saisissent le Centre contre les manipulations mentales (CCMM). Son vice-président, Francis Auzeville, adresse plusieurs courriers à Alain Planet, évêque responsable de la cellule des dérives sectaires dans l'Église catholique. Selon Alain Planet, Sarah a rencontré à au moins deux reprises en 2017 les deux assistants apostoliques nommés par Rome. L'un d'eux, le père Quris, affirme que Sarah aurait déposé en juin 2017 une main courante à la police pour harcèlement à l'encontre de ses parents. La communauté l'aurait encouragée à cesser toute relation avec eux. Selon l'assistant apostolique, dans une lettre écrite en juillet 2018, Sarah aurait quitté Bethléem. En octobre 2020 le vice-président du CCMM se tourne du côté du nonce apostolique Celestino Migliore qui lui répond par « une courte missive, en forme de non recevoir ». Francis Auzeville affirme que « le représentant du pape en France ne prend nullement en compte le résultat de l'enquête effectuée à la demande des parents, qui ont déjà essuyé un classement sans suite après leur dépôt de plainte pour disparition inquiétante. »

#### Signalements à la Miviludes et instruction judiciaire en cours
Dans une enquête parue le 10 mai 2023 rassemblant quinze témoignages, Charlie-Hebdo fait état de plusieurs signalements à la Miviludes en 2021 et 2022. La présidente de la CORREF, Véronique Margron, a elle-même transmis à la justice en 2021 « plusieurs cas de maltraitance psychique » à la suite de « témoignages graves médicalement parlant ». Selon un psychothérapeute qui s'occupe de nombreuses anciennes sœurs, hospitalisées pour certaines, « Bethléem est la communauté catholique qui détruit le plus en profondeur sur les plans mental et psychologique, car les sœurs ne sont plus capables de penser par elles-mêmes » Une instruction judiciaire est en cours après au moins deux dépôts de plainte « pour abus de faiblesse et manquement aux obligations légales de cotisations pour les retraites ». Même si l'usage du cahier à la Vierge et la lecture des correspondances par les supérieures auraient pris fin après la visite apostolique, « les sœurs ont toujours l'interdiction de communiquer entre elles, et la prieure concentre encore l'essentiel des pouvoirs » selon le magazine.
En octobre 2023, un article du magazine Le Pèlerin, consacré aux phénomènes d'emprise, note que « de nombreuses femmes ayant quitté [la] famille monastique [de Bethléem] ont décrit [d]es pratiques délétères : les sœurs ne peuvent communiquer oralement entre elles, la culture du mensonge et de la délation est omniprésente. »

#### Communiqué en juillet 2025 de l'ACSEMB
L'association « Accueil et soutien aux ex-membres de la communauté de Bethléem » (ACSEMB) fait paraître un communiqué de presse le 22 juillet 2025 qui  évoque le chapitre général de la Famille monastique de Bethléem en octobre 2024 lors duquel la communauté « a affirmé poursuivre son chemin de conversion, en particulier à travers une relecture objective de certaines étapes de son histoire et du rôle joué par sa fondatrice, sœur Marie, à travers une révision de ses Constitutions et la mise en place de formations continues pour ses membres. » Cependant l'association considère que « la portée réelle de ces démarches fait l’objet d’un questionnement alors que des membres d’ACSEMB reçoivent encore des témoignages inquiétants, directs et indirects, provenant de sœurs en souffrance et privées de leur liberté au sein de la Famille de Bethléem ».

## Suspicions d'abus sexuels au sein de la communauté
En janvier 2023, le diocèse de Besançon lance un appel à témoignages pour retrouver d'éventuelles victimes de Raymond Jaccard entré en 2010 à l'âge de 79 ans au monastère de Pugny-Chatenod en Savoie comme prêtre aumônier des sœurs de Bethléem. Il y a résidé jusqu'à sa mort en août 2021. Le diocèse de Chambéry révèle avoir reçu en avril 2020 « des informations orales et écrites mettant en cause [ce] prêtre incardiné dans le diocèse de Besançon, pour des abus d'ordre sexuel et spirituel sur des personnes majeures ». Les faits sont signalés en mai par l'évêque, Jean-Luc Bouilleret, au procureur de Chambéry, la résidence du prêtre se trouvant alors en Savoie. Une enquête préliminaire est ouverte. La Congrégation pour la Doctrine de la foi est également saisie du dossier et suspend le prêtre de tout ministère. Son décès en août 2021 met fin à l'enquête judiciaire, mais le diocèse de Chambéry affirme qu'« en l'état de l'enquête, les faits dénoncés ont été corroborés par de nombreux témoignages » sans préciser ni la nature des abus, ni les lieux où ils auraient été commis, ni le nombre de victimes potentielles. Le procureur de Chambéry indique qu'« il y aurait deux victimes qui sembleraient liées, avec une adresse en Savoie » mais il ignore le contexte des abus présumés. Selon sa coordinatrice, la cellule d'écoute du diocèse de Savoie (à destination de victimes de clercs) n'a pas été contactée dans cette affaire entre 2020 et 2023. Selon l'évêque, le prêtre n'avait pas de ministère en Savoie, à l'exception de son office d'aumônier chez les sœurs de Bethléem.
En mai 2023, un article de Charlie-Hebdo révèle que la Commission reconnaissance et réparation (CRR) a été saisie en octobre 2022 pour un cas d'abus sexuel qui aurait eu lieu au sein de la communauté dans les années 1960.
Interrogé dans un livre paru en juillet 2023, L'art et le drame du trop : Sœur Marie et Bethléem, le frère Patrick, ancien prieur général de Bethléem, n'exclut pas, même s'il affirme ne pas en avoir la preuve, que Marie-Dominique Philippe ait pu commettre des abus sexuels au sein de la communauté : « Dans la mesure où [...] sœur Marie a confié à Marie-Dominique Philippe beaucoup de sœurs de Bethléem, ont-elles été les seules religieuses qu'il n'a pas tripotées, caressées voire violées ? »

## Parutions récentes

### Risques et dérives de la vie religieuse
Le livre Risques et dérives de la vie religieuse publié en 2020 par le prieur général des Chartreux, Dysmas de Lassus « a été conçu et écrit directement en lien avec l'actualité de la communauté des sœurs et des frères de Bethléem » à partir de témoignages d'anciens membres. Au fil d'échanges sous pseudonyme sur le site L'Envers du decor, il a acquis la certitude de très graves dérives au sein de la Famille monastique de Bethléem dont il rend compte dans son livre, même si la communauté n'est pas explicitement nommée. Selon lui « l'impossibilité d'avoir des relations personnelles et la soumission totale à un supérieur [sont] des caractéristiques sectaires ». La limitation des contacts avec l'extérieur vient renforcer cette « structure pyramidale » d'emprise sur les personnes par les responsables de la communauté.

### La Trahison des pères
Dans son livre paru en 2021, La Trahison des pères, la journaliste à La Croix, Céline Hoyeau, suggère que selon « une théologie faussée » développée par sœur Marie Dupont et son entourage, « les sœurs devaient se départir de leur psychisme pour devenir des "petites Vierges Marie en miniature" » dépersonnalisées,,.

### 15 ansdans l'enfer de la famille monastique de Bethléem
En mai 2022, à l'occasion de la réédition de son livre-témoignage, 15 ans dans l'enfer de la famille monastique de Bethléem, paru en 2020, Patricia Blanco-Suarez est invitée pour la première fois à s'exprimer en public dans une église de Lausanne sur ce qu'elle a vécu : « Mon noviciat, qui devait canoniquement durer deux ans, s'est prolongé durant neuf ans. On m'a mise en solitude, j'ai vu toutes les dérives sectaires, les manipulations. [...] J'ai fugué trois fois, plusieurs sœurs se sont suicidées. » Elle dénonce dans son témoignage au magazine Golias ce qui serait une forme de discrimination au sein de la communauté entre des « religieuses de bonne famille, dont les parents sont aisés, voire riches », « prometteuses, notamment en matière de filiation et d'héritage » destinées à être prieures, et d'autres moins bien loties « corvéables à merci », qui au lieu de faire profession religieuse, ne font qu'une « donation », « une « sous-profession » humiliante » qui les assimile aux sœurs converses d'autrefois, œuvrant essentiellement aux tâches matérielles de la communauté.

### L'art et le drame du trop
Le 28 juillet 2023 paraît L'art et le drame du trop : Sœur Marie et Bethléem écrit par Blandine de Dinechin, ancienne journaliste chez Bayard Presse. Le livre, préfacé par Jean Lebrun, historien et homme de radio, se fonde notamment sur les témoignages de quatre membres qui ont quitté la communauté : l'ancien prieur des frères de 1978 à 2000, le premier assistant de son successeur, Fabio Barbero, Véronique Lauliac qui a créé l'association de soutien des ex-membres de Bethléem (ACSEMB) et une personne ayant souhaité garder l'anonymat. L'ouvrage repose également sur le dossier de presque 600 pages remis aux évêques de France en 2015 par une ancienne sœur. Pour Pierre Vignon, l'ouvrage établit « l'histoire vraie, c'est-à-dire démystifiée de la propagande interne » de la fondatrice de Bethléem qualifiée par lui de « personnalité de type histrionique » qui a manipulé les autorités tant civiles qu'ecclésiales au service de sa communauté dont « la liste des méfaits est longue ».
Pour Céline Hoyeau, le livre « brosse un portrait inédit et critique » de la fondatrice, dont les excès sont dénoncés : sa réécriture constante de l'histoire de la communauté, l'austérité de vie imposée aux membres de sa communauté, qu'elle-même ne partageait pas, la dépossession « de leur raison et de leur bon sens au nom d'une obéissance radicale à la Vierge Marie » les obligeant à se conformer à ses lubies personnelles en les privant d'une vie spirituelle réelle. L'ouvrage dénonce aussi de la part de la Famille monastique de Bethléem « des mensonges et des silences coupables », comme ceux qui ont entouré le suicide de la sœur polonaise qui s'est immolée par le feu en 1998, et un « système d'emprise » décrit comme une « lente, profonde et totale dépersonnalisation »,.
Pour la revue Vies consacrées, malgré une présentation chronologique et des annexes en fin d'ouvrage, le livre de Blandine de Dinechin n'est pas un livre d'historien, mais « une reconstitution qu'on pourrait elle aussi qualifier de « dramatique », pour reprendre le titre de l'ouvrage, mais qui est sans doute également marquée par un « trop » d'interprétations et de mises en scène audacieuses ».

### Onzième commandement: tu ne penseras point
Dans un livre paru en juillet 2025, Fabio Barbero raconte son itinéraire dans la Famille monastique de Bethléem. Il expose à travers son expérience personnelle les mécanismes de la manipulation mentale qui conduisent de manière insidieuse à la destruction progressive de tout esprit critique dans un milieu fermé et charismatique comme celui de la communauté de Bethléem où il a passé 24 ans. Il relie cette forme de lavage de cerveau au cas de Roberta Repetto, une jeune femme italienne morte en octobre 2020 d'un cancer généralisé par privation de soins dans un centre de thérapie holistique.

## Membres et monastères

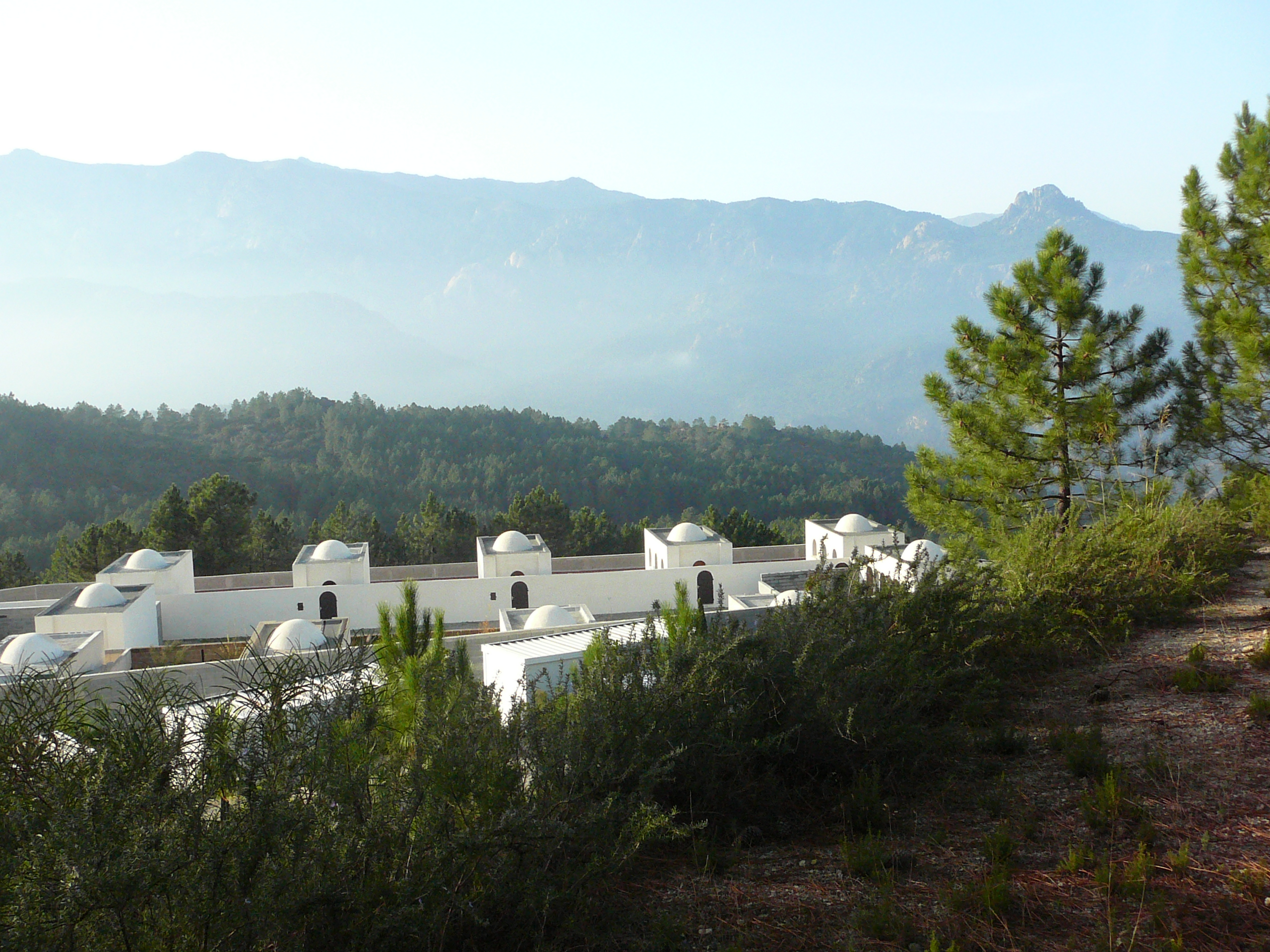
Monastère de l'Assunta Gloriosa en Corse.

Selon son site Internet, la Famille monastique de Bethléem, de l'Assomption de la Vierge et de saint Bruno compte en 2023 environ 600 membres, répartis comme suit :
- 29 monastères de moniales situés dans 15 pays pour environ 550 sœurs.

- 3 monastères de moines en France, en Italie, et en Israël pour environ 35 frères[Bm 19].